# Pekre
Pekre so naselje mariborskega mestnega območja in ležijo tik ob Mariboru. Nahajajo se ob vznožju Pohorja (na jugu) in mejijo na Limbuš na zahodu, mestno četrt Studence na severu, ter mestno četrt Radvanje na vzhodu.
V Pekrah živi približno 2.100 ljudi (stanje 15. maj 2005). 

## Znamenitosti
Znamenitost Peker je Pekrska gorca (462 m), s cerkveno potjo in kapelico (Marijina cerkev) na vrhu, kjer se vsako nedeljo prireja maša. Na južni vzpetini gorce so posajene trte iz katerega izdelujejo vino Pekrčan.
- ostanki skakalnice na Pekrski gorci
- naravni spomenik Kristusov trn

## Zgradbe in ustanove
- cerkev sv.Bolfenka na Pohorju
- Meranovo stara viničarska šola, (prva vinogradniška šola na Štajerskem) in nadvojvoda Janez
- Dom kulture Pekre oz. nekdanji DPD Svobode
- Pekrčanka (lesena skulptura)
- Dom obrambne vzgoje Pekre,  oz. 710.učni center TO RS oz. danes Izobraževalni center za zaščito in reševanje URSZR - enota Pekre
- dom krajevne požarne varnosti (1890) oz. gasilski dom v Pekrah (118 let)
- vrtec Studenci (podružnica Pekre)

## Pomembne osebnosti, povezane s Pekrami
- politik in nekdanji župan Maribora (1850-1861) dr. Otmar Reiser st. (stara Reiserjeva posest na Kordeku),
- ornitolog dr. Otmar Reiser ml.